# Moritz Trenck von Tonder
Mauritius (Moritz) Franz Matthäus Freiherr Trenck von Tonder (* 13. Juni 1786 in Neuwied; † 3. September 1855 in Wien) war ein deutsch-österreichischer Bankier, Industrieller und Freund des Komponisten Ludwig van Beethoven.

## Leben
Moritz Trenck von Tonder war ein Sohn des aus Dresden stammenden Publizisten Moritz Flavius Trenck von Tonder (1746–1810), dem Herausgeber der einflussreichen politischen Zeitschrift Gespräche im Reich der Todten (1786–1810), aus dessen Ehe mit Maria Katharina d’Auchopt. Etwa 1796 kam er mit seinen Eltern nach Frankfurt am Main, wo er bald zum Freundeskreis von Bettina Brentano und deren Schwägerin gehörte – der gebürtigen Wienerin Antonie Brentano.
1810 heiratete er in Wien Louise Brevillier (1789–1846), eine Schwester des Industriellen Ludwig Brevillier, die auch als Pianistin auftrat. Zugleich wurde er dort Mitarbeiter im Bankhaus Arnstein & Eskeles. 1809 bis 1812 lebte auch Antonie Brentano in Wien, die in dieser Zeit eine der engsten Freundinnen Beethovens war.
Um 1822 betätigte sich Trenck von Tonder als „Spion“ und fertigte für die österreichische Polizei Geheimberichte an. 1823 ist er mit seiner Frau in der Bräunerstraße Nr. 1128 nachweisbar.
Mit Beethoven verkehrte er namentlich in dessen letzten Lebensjahren und nahm 1827 großen Anteil am Tod und Begräbnis des Komponisten. Das Beethoven-Haus in Bonn besitzt drei Briefe, die Trenck von Tonder aus diesem Anlass an Antonie Brentano schrieb.
1837 übernahm er den Posten des Fabrikdirektors der Baumwollspinnerei in Schwadorf. Zuletzt lebte er als „Privatier“ in Wien, am Schulfhof Nr. 413, wo er am 3. September 1855 an „Durchfall“ starb – möglicherweise infolge einer Typhus-Erkrankung.

## Familie
Der Sohn Heinrich Johann Theodor Trenck von Tonder (1812–1887) wurde 1855 Universalerbe seines Onkels Ludwig Brevillier. Er war ab 1838 mit Isabella Klementine von Hammer-Purgstall (1819–1872) verheiratet, einer Tochter des Orientalisten und Diplomaten Joseph von Hammer-Purgstall (1774–1856). Das Grab des Paares befindet sich auf dem Döblinger Friedhof.